# Rio Bagé
Rio Bagé är ett vattendrag i Brasilien. Det ligger i den västra delen av landet, 2 800 km väster om huvudstaden Brasília.
I omgivningarna runt Rio Bagé växer i huvudsak städsegrön lövskog. Trakten runt Rio Bagé är nära nog obefolkad, med mindre än två invånare per kvadratkilometer.